# Большая Джалга
Больша́я Джалга́ — село в Ипатовском районе (городском округе) Ставропольского края России.

## Варианты названия
- Больше-Джалгинское (Большая Джалга)[2],
- Большеджалгинское[3].

## География
Расстояние до краевого центра: 195 км. Расстояние до районного центра: 65 км.

## История
Основано в 1867 году (по другим данным — в 1868 году) в Петровской волости Новогригорьевского уезда, на реке Захо Джалга — на землях переселившихся в Турцию калаусо-джембулуковских ногайцев. Первоначальная численность — 1922 души. В 1881 году Большая Джалга стала волостным селом — в ней тогда проживало 1788 человек.
Согласно справочнику А. Твалчрелидзе «Ставропольская губерния», изданному в 1896 году, село составляли 1410 дворов и 1523 дома, имелась каменная церковь в честь Казанской иконы Божией Матери. По окладным листам в селе числилось 1952 ревизских души, а по семейным спискам — 3606 мужчин и 3549 женщин. В селе проживал 491 иногородний (безземельный) человек. Коренными жителями села были малороссы, а иногородние были из Курской, Черниговской и Ставропольской губерний. Все жители — православные.
В 1909 году население села составляло 12 797 человек. По переписи 1920 года в селе проживало 12 078 человек.
В 1918 году на Ставрополье начался процесс коллективизации, не получивший достаточного развития из-за гражданской войны. После окончательного установления советской власти в регионе стали создаваться коммуны и артели, организуемые бывшими красноармейцами. В 1920 году в Большой Джалге была организована артель им. Калинина, в 1921 году — артель им. Покидова.
В 1925 году село Большая Джалга образует Больше-Джалгинский сельсовет Виноделенского района Ставропольского округа Северо-Кавказского края. Согласно первой Всесоюзной переписи населения 1926 года в селе проживало 11 322 человек, из них украинцев ― 10 982.
На 1 октября 1926 года в Больше-Джалгинский сельсовет входили: с. Большая Джалга, х. Большаков, х. Борсюк, х. Волошин, х. Горобцов, х. Калинников, х. Кириленко, х. Кононенко, х. Рубцова, х. Сурин, х. Теницкий, х. Чмырева.
В в 1939 году в Больше-Джалгинский сельсовет входили: с. Большая Джалга, х. Будённовский, х. Весёлый, х. Дарьял, х. колхоза «Вторая пятилетка».
Состав Больше-Джалгинского сельсовета на 1 мая 1953 года: с. Большая Джалга, х. Весёлый.
7 июля 1964 года из списка населённых пунктов был исключён хутор Весёлый.
До 1 мая 2017 года село образовывало упразднённое сельское поселение село Большая Джалга.

## Население
| 1867  | 1873    | 1881  | 1896  | 1897    | 1903    | 1908    | 1909    | 1920    |
| ----- | ------- | ----- | ----- | ------- | ------- | ------- | ------- | ------- |
| 1922  | ↗4269   | ↘1788 | ↗7155 | ↗10 854 | ↗12 996 | ↘12 797 | →12 797 | ↘12 078 |
| 1925  | 1926    | 1939  | 1989  | 2002    | 2010    | 2011    | 2012    | 2013    |
| ↘9797 | ↗11 322 | ↘6429 | ↘3446 | ↗3809   | ↘3153   | ↘3141   | ↗3150   | ↘3088   |
| 2014  | 2015    | 2016  | 2017  | 2021    | 2023    |         |         |         |
| ↘3080 | ↘3049   | ↗3057 | ↘3038 | ↗3156   | ↘2939   |         |         |         |

Национальный состав
По итогам переписи населения 2010 года проживали следующие национальности (национальности менее 1 %, см. в сноске к строке «Другие»):
| Национальность | Численность | Процент |
| -------------- | ----------- | ------- |
| Русские        | 2575        | 81,67   |
| Цыгане         | 184         | 5,84    |
| Табасараны     | 122         | 3,87    |
| Агулы          | 75          | 2,38    |
| Даргинцы       | 67          | 2,12    |
| Другие         | 130         | 4,12    |
| Итого          | 3153        | 100,00  |

## Сельское поселение село Большая Джалга
В 1881 году была образована Большеджалгинская волость.
Председатели исполкома сельского Совета: Андрей Еремеевич Федюкин, Иван Самсонович Ковалёв, Василий Иванович Скляров, Николай Анатольевич Черноиванов, Иван Фёдорович Малород, Галина Ивановна Выстороп, Василий Андреевич Ожерельев, Пётр Иванович Бочко, Виктор Дмитриевич Батрак.

## Инфраструктура
- Социально-культурное объединение. Открыто 20 мая 1957 года как сельский клуб[31]
- Сельская библиотека. Открыта 24 мая 1904 года[32], по другим данным — 27 мая 1947 года[31]
- Детский сад № 8 «Тополёк»
- Средняя общеобразовательная школа № 2
- Основная общеобразовательная школа № 3
- Филиал Сбербанка России № 1856/00003
- Уличная сеть насчитывает 26 улиц и 12 переулков[33]
- С восточной стороны населённого пункта расположено общественное открытое кладбище площадью 70 тыс. м²[34].

## Экономика
- Племенной завод «Вторая Пятилетка»[35]. В 1957 году все сельхозпредприятия объединились в колхоз «Вторая Пятилетка», специализировавшийся на производстве зерна и выращивании овец[7]. 28 апреля	1978 года колхозу присвоен статус «Племзавод»[36]

## Люди, связанные с селом
- Архипенко, Георгий Григорьевич (1913, Большая Джалга — 1989) — участник Великой Отечественной войны 1941—1945 гг., танкист, полный кавалер ордена Славы.
- Белоконь, Николай Иович (1899, Большая Джалга — 1970) — выдающийся советский учёный в области термодинамики, теплотехники, энергетики железнодорожного транспорта и транспорта нефти и газа. Доктор технических наук, профессор, генерал-директор тяги 3 ранга, заслуженный деятель науки и техники РСФСР
- Бугаев, Семён Васильевич (15.04.1914, Большая Джалга — 23.05.1984, Опенки (Ростовская область)) — кавалер ордена Славы трёх степеней[37].
- Герюшенко, Иван Васильевич (1929, Большая Джалга—1986) — Герой Социалистического Труда.
- Ковган, Сергей Игнатьевич (1926) — участник Великой Отечественной войны 1941—1945 гг., кавалер орденов Славы III степени, Отечественной войны I степени[38].
- Корсун, Стефан Макарович (1909, Большая Джалга ― 1984) — чабан, Герой Социалистического Труда.
- Солодовников, Андрей Петрович (1923, Большая Джалга ― 1995) — бригадир тракторной бригады, Герой Социалистического Труда.

## Памятники
- Братская могила 12 красных партизан, погибших в годы гражданской войны, и 2 советских воинов, погибших в борьбе с фашистами. 1918—1920, 1943, 1961 года[39].